# Lettland i olympiska sommarspelen 1928
Lettland deltog med 17 deltagare vid de olympiska sommarspelen 1928 i Amsterdam. Ingen av landets deltagare erövrade någon medalj.